# Griposia
Genre
Griposia est un genre de lépidoptères (papillons) de la famille des Noctuidae et de la sous-famille des Noctuinae.

## Liste d'espèces présentes en Europe
Selon Fauna Europaea (31 mars 2018) :
- Griposia aprilina (Linnaeus, 1758) - la Runique (ou " Merveille du jour"  pour les Anglo-Saxons)
- Griposia pinkeri Kobes, 1973
- Griposia skyvai Dvorák & Sumpich, 2010
- Griposia wegneri Kobes & Fibiger, 2003